# Borås Gustav Adolfs distrikt
Borås Gustav Adolfs distrikt är ett distrikt i Borås kommun och Västra Götalands län. Distriktet som befolkningsmässigt är Götalands största ligger omkring de östra delarna av tätorten Borås i södra Västergötland. 

## Tidigare administrativ tillhörighet
Distriktet inrättades 2016 och utgörs av östra delen av det område som före 1971 utgjorde Borås stad samt östra delen av den tidigare Torpa socken i Borås kommun
Området motsvarar den omfattning Borås Gustav Adolfs församling hade 1999/2000.